# La Luisiana
La Luisiana è un comune spagnolo di 4 361 abitanti situato nella comunità autonoma dell'Andalusia. Fa parte della comarca di Écija.